# Các ngày nghỉ lễ ở Đức

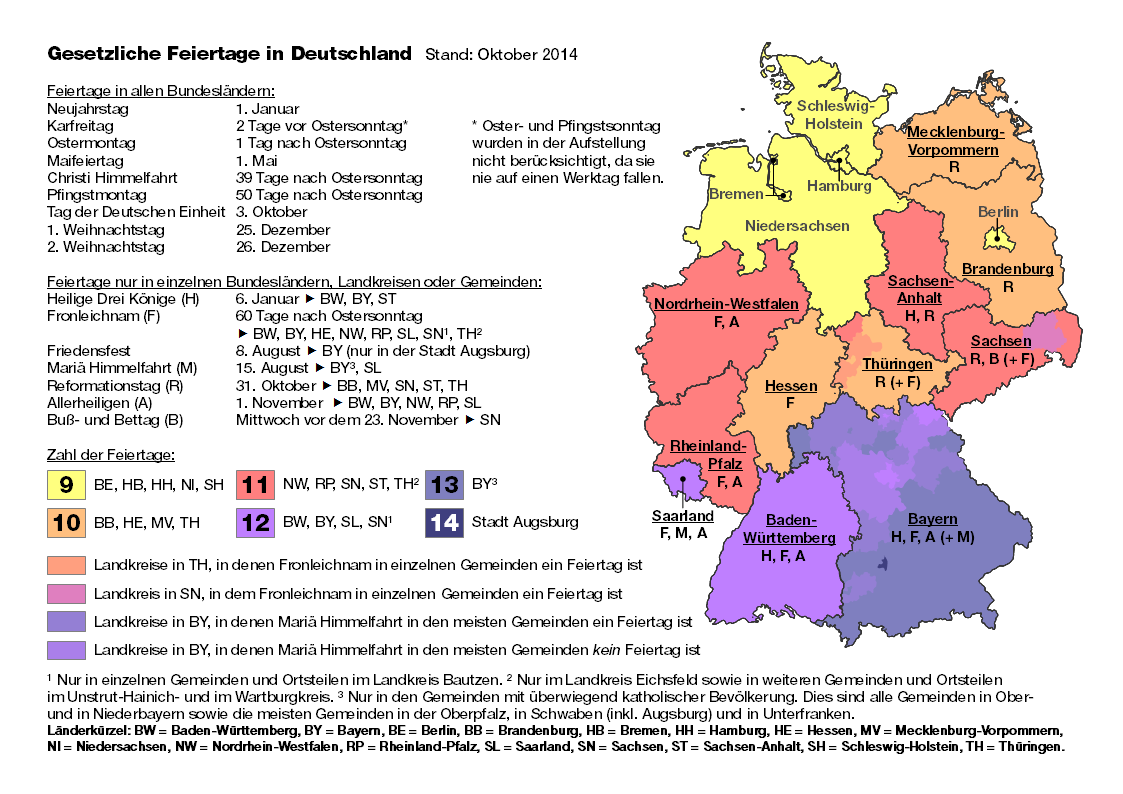
Tổng quát

Quyền quy định về các ngày nghỉ lễ ở Đức thuộc về thẩm quyền ở các bang. Chỉ có Ngày thống nhất nước Đức vào ngày 3. tháng 10 là được liên bang theo khuôn khổ hiệp ước quốc gia ấn định là ngày lễ quốc gia. Tất cả các ngày còn lại là do các bang tự quyết định, tuy nhiên có thêm 8 ngày lễ nữa, mà tất cả 16 bang đều cùng có. Ngoài ra tại 11 bang còn có thêm những ngày lễ riêng.
Chung với tất cả ngày chủ nhật, những ngày lễ là „các ngày không làm việc và để bồi dưỡng tinh thần" mà được bảo đảm bởi hiến pháp theo điều (Art. 139 WRV i.V.m. Art. 140 GG). Quy định căn bản này cũng được ghi vào nhiều hiến pháp các bang.

## Tổng quát về các ngày nghỉ lễ
Dưới đây là danh sách các ngày nghỉ lễ tại Đức.
| Ngày lễ                                 | Ngày tháng                          | BW  | BY  | BE | BB | HB | HH | HE | MV | NI | NW | RP | SL | SN  | ST | SH | TH  |
| --------------------------------------- | ----------------------------------- | --- | --- | -- | -- | -- | -- | -- | -- | -- | -- | -- | -- | --- | -- | -- | --- |
| Tết Dương lịch                          | 1 tháng 1                           | •   | •   | •  | •  | •  | •  | •  | •  | •  | •  | •  | •  | •   | •  | •  | •   |
| Lễ Hiển Linh                            | 6 tháng 1                           | •   | •   |    |    |    |    |    |    |    |    |    |    |     | •  |    |     |
| Thứ năm Tuần Thánh                      | Thứ 5 trước Chúa nhật Phục Sinh     | (9) |     |    |    |    |    |    |    |    |    |    |    |     |    |    |     |
| Thứ sáu Tuần Thánh                      | Thứ 6 trước Chúa nhật Phục Sinh     | •   | •   | •  | •  | •  | •  | •  | •  | •  | •  | •  | •  | •   | •  | •  | •   |
| Chúa nhật Phục Sinh                     |                                     |     |     |    | •  |    |    |    |    |    |    |    |    |     |    |    |     |
| Thứ hai Phục Sinh                       | Thứ hai sau Chúa nhật Phục Sinh     | •   | •   | •  | •  | •  | •  | •  | •  | •  | •  | •  | •  | •   | •  | •  | •   |
| Lễ Lao động                             | 1 tháng 5                           | •   | •   | •  | •  | •  | •  | •  | •  | •  | •  | •  | •  | •   | •  | •  | •   |
| Lễ Thăng Thiên                          | Ngày 39 sau Chúa nhật Phục Sinh     | •   | •   | •  | •  | •  | •  | •  | •  | •  | •  | •  | •  | •   | •  | •  | •   |
| Chúa nhật Lễ Chúa Thánh Thần Hiện Xuống | Ngày 49 sau Chúa nhật Phục Sinh     |     |     |    | •  |    |    |    |    |    |    |    |    |     |    |    |     |
| Thứ 2 Lễ Chúa Thánh Thần Hiện Xuống     | Thứ 2 Lễ Chúa Thánh Thần Hiện Xuống | •   | •   | •  | •  | •  | •  | •  | •  | •  | •  | •  | •  | •   | •  | •  | •   |
| Lễ Mình và Máu Thánh Chúa               | Ngày 60 sau Chủ nhật phục sinh      | •   | •   |    |    |    |    | •  |    |    | •  | •  | •  | (1) |    |    | (2) |
| Lễ hòa bình Augsburg                    | 8 tháng 8                           |     | (3) |    |    |    |    |    |    |    |    |    |    |     |    |    |     |
| Lễ Đức Mẹ Lên Trời                      | 15 tháng 8                          |     | (5) |    |    |    |    |    |    |    |    |    | •  |     |    |    |     |
| Ngày thống nhất nước Đức                | 3 tháng 10 (6)                      | •   | •   | •  | •  | •  | •  | •  | •  | •  | •  | •  | •  | •   | •  | •  | •   |
| Ngày Cải cách Tin lành (10)             | 31 tháng 10                         | (9) |     |    | •  |    |    |    | •  |    |    |    |    | •   | •  |    | •   |
| Lễ Các Thánh                            | 1 tháng 11                          | •   | •   |    |    |    |    |    |    |    | •  | •  | •  |     |    |    |     |
| Ngày Xám hối và Cầu nguyện (4)          | Thứ 4 trước 23 tháng 11             |     | (7) |    |    |    |    |    |    |    |    |    |    | •   |    |    |     |
| Ngày Giáng Sinh thứ 1                   | 25 tháng 12                         | •   | •   | •  | •  | •  | •  | •  | •  | •  | •  | •  | •  | •   | •  | •  | •   |
| Ngày Giáng Sinh thứ 2                   | 26 tháng 12                         | •   | •   | •  | •  | •  | •  | •  | •  | •  | •  | •  | •  | •   | •  | •  | •   |
| Tổng cộng (8)                           |                                     | 12  | 13  | 9  | 12 | 9  | 9  | 10 | 10 | 9  | 11 | 11 | 12 | 11  | 11 | 9  | 10  |

| •    | Ngày nghỉ lễ tại các bang. Ngày nghỉ lễ toàn quốc được in đậm. |
| (1)  | Lễ Mình và Máu Thánh Chúa chỉ ở một số vùng Công giáo Rôma. |
| (2)  | Lễ Mình và Máu Thánh Chúa chỉ ở một số vùng Công giáo Rôma. |
| (3)  | Lễ hòa bình Augsburg chỉ là ngày lễ ở thành phố Augsburg. |
| (4)  | Ngày Xám hối và Cầu nguyện, trước kia là ngày lễ toàn quốc, từ 1995 chỉ còn ở Sachsen. Nhưng vì nó là một ngày lễ của nhà thờ Tin lành, nên chủ hãng phải có lý do chính đáng để từ chối khi nhân công muốn xin nghỉ không lương ngày này.                                                  |
| (5)  | Lễ Đức Mẹ Lên Trời là ngày lễ tại Bayern ở 1704 xã, nơi đa số theo đạo Công giáo, 352 xã còn lại thì không. |
| (6)  | Trước đây ở Tây Đức ngày Nổi dậy tại Đông Đức 1953 là ngày lễ, ngày thống nhất nước Đức. Khi nước Đức tái thống nhất thì nó được thay thế bởi ngày 3 tháng 10 là ngày lễ cho toàn nước Đức.                                                                                                 |
| (7)  | Tuy không là ngày lễ, nhưng học sinh lại được nghỉ. |
| (8)  | Tại các bang, nơi mà các ngày lễ không có hiệu lực khắp mọi nơi, tổng số bao gồm những ngày mà đa số phổ biến: - Bayern: có Mariä Himmelfahrt, không Friedensfest, - Baden-Württemberg và Bayern: không tính quyết định riêng cho học sinh - Sachsen và Thüringen: không tính Fronleichnam. |
| (9)  | Theo § 4 Abs. 3 luật về ngày lễ ở Baden-Württemberg học sinh được nghỉ ngày Gründonnerstag và Reformationstag. Theo thường lệ thì bộ văn hóa định ngày để 2 ngày này sẽ rơi vào các tuần nghỉ lễ phục sinh hay lễ mùa thu.                                                                  |
| (10) | Theo quy luật Abs. 1 SächsSFG ở Sachsen ngày „Reformationstag" được gọi là „Reformationsfest". |